# Elena Novikova-Belova
Elena Dmitrievna Novikova-Belova (russo: Елена Дмитриевна Новикова-Белова; bielorrusso: Алена Дзмітрыеўна Новікава-Бялова; Sovetskaya Gavan, 28 de julho de 1947) é uma ex-esgrimista soviética, tetracampeã olímpica do florete, individual e por equipes.
Começou a praticar esportes jogando basquetebol até mudar para a esgrima aos 13 anos. Sua mentora, com quem estabeleceu grande afinidade, foi Larisa Bokun, treinadora da campeã olímpica de esgrima em Roma 1960 Tatiana Samusenko. Larisa a ensinou como praticar a esgrima com dignidade, mantendo sempre a compostura em qualquer situação, e a pensar na disputa não apenas nos detalhes de todo e qualquer movimento mas também no resultado final, fazendo com que Elena memorizasse todos os lances a serem usados em qualquer situação, pró ou contra. Essa maneira metódica e detalhista de encarar a esgrima, além do grande talento natural, a transformaram numa das mais maiores esgrimistas da História.
Participou dos Jogos Olímpicos da Cidade do México 1968, Munique 1972, Montreal 1976 e Moscou 1980 competindo pela então União Soviética, conquistando um total de seis medalhas, quatro delas douradas, a primeira mulher a conquistar quatro medalhas de ouro na esgrima. Foi também oito vezes campeã mundial, uma vez individualmente em 1969 e sete vezes com a equipe da URSS entre 1970 e 1979, onze vezes campeã europeia e duas vezes campeã da URSS. Sua medalha de ouro individual na Cidade do México, foi conquistada contra a sueca Kirshten Palm e a base de injeções de novocaína para combater a dor após uma lesão na perna durante um treinamento na capital mexicana, que a fez pensar em desistir de competir.
Encerrou a carreira após Moscou e teve um filho em 1987, aos 40 anos de idade. Seu marido, o compositor  Valery Ivanov, compôs uma valsa em sua homenagem. Em 17 de maio de 2007, no encerramento do XI Congresso Científico Internacional  “Modern Olympic Sports and Sport for All” , no Palácio de Esportes de Minsk, na Bielorrússia, onde se estabeleceu depois da dissolução da União Soviética, ela foi agraciada com a Medalha Pierre de Coubertin pelo Comitê Olímpico Internacional pelos grandes serviços prestados ao Movimento Olímpico.
Atualmente ela é professora do Departamento de Pedagogia e Psicologia na Universidade de Esporte e Educação Física do Estado Bielorrusso em Minsk e membro do Comitê Olímpico da Bielorrússia. Escreveu o livro Esgrima na União Soviética.